# Wuhłedar

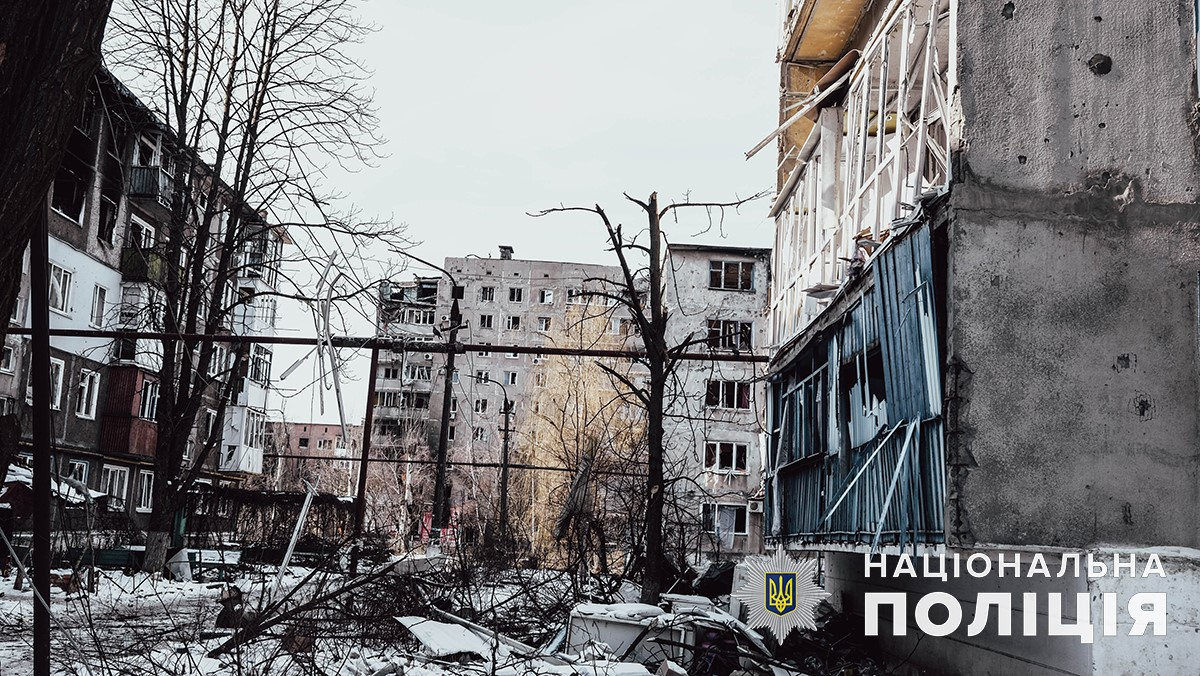
Wuhłedar po ostrzale rosyjskiej artylerii

Wuhłedar (ukr. Вугледар) – miasto na Ukrainie w obwodzie donieckim.
Miasto przemysłowe założone w 1964 r. Prawa miejskie uzyskało w 1989 r. 
Miasto zostało ostrzelane już pierwszego dnia inwazji Rosji na Ukrainę 24 lutego 2022 roku: pocisk balistyczny z wyrzutni 9K79 Toczka uderzając obok szpitala zabił cztery osoby raniąc kolejne sześć. Od marca 2022 roku toczyły się walki o miasto, obrońcy odparli dwie zmasowane próby szturmu: w listopadzie 2022 i w styczniu-lutym 2023.
Sytuacja obrońców pogorszyła się po utracie pozycji na wschód od miasta w 2024 roku. 1 października 2024 żołnierze Sił Zbrojnych Federacji Rosyjskiej zajęli ruiny miasta.

## Demografia
- 1989 – 18 658[6]
- 2013 – 15 357[7]
- 2019 – 14 822[8]
- 2021 – 14 432[1]